# Melchior Thalmann
Melchior Thalmann (* 21. Mai 1924; † 28. August 2013) war ein Schweizer Turner und Teilnehmer der Olympischen Spiele.
Thalmann begann seine Sportkarriere 1940 beim TV Oerlikon und gehörte von 1948 bis 1954 der Schweizer Nationalmannschaft an. Er nahm an vier internationalen Wettkämpfen teil und gewann in jedem davon eine Medaille mit der Mannschaft: 1950 Gold in der Weltmeisterschaft, Silber bei den Olympischen Spielen 1948 und 1952, sowie Bronze bei den Weltmeisterschaften 1954. In der Weltmeisterschaft 1950 erreichte er in der Gesamtwertung den 11. Platz. Bei den Schweizer Meisterschaften 1949 war er Meister am Pauschenpferd.